# Un aire de família
Un aire de família (en francès Un air de famille) és una obra de teatre francesa d'Agnès Jaoui i Jean-Pierre Bacri, creada el 27 de setembre de 1994 al Théâtre de la Renaissance, a París. Va tenir un gran èxit i ha estat adaptada al cinema per Cédric Klapisch el 1996 sota el mateix títol: Un air de famille i amb el mateix paper.

## Argument
Una mare té dos fills casats; Philippe i Henri, a un les coses li van bé però a l'altre no tant, i una altra soltera, Betty. tots ells coexisteixen de manera cordial des de fa temps. Els divendres al vespre es reuneixen setmanalment al restaurant de Henri per celebrar l'aniversari de la Yolande, esposa de Philippe, i les coses es compliquen. I quan apareix el cambrer Denis, qui surt en secret amb la Betty, l'aparent alegria es capgira.

## Creació
Fou representada del 27 de setembre de 1994 al 31 de desembre de 1995 al Théâtre de la Renaissance sota la direcció de Stéphan Meldegg, decorats per Jacques Voizot, vestuari de Pascale Bordet, il·luminació de Roberto Venturi. Els intèrprets foren:
- Henri : Jean-Pierre Bacri
- Betty : Agnès Jaoui
- Yolande : Catherine Frot
- Denis : Jean-Pierre Darroussin
- Philippe : Wladimir Yordanoff
- La mare : Claire Maurier

La peça va obtenir dos Molières el 1995, el Molière al millor espectacle còmic i el Molière a l'actriu en un paper secundari per a Catherine Frot, i nominacions en sis categories: Molière a l'actor en un paper secundari per a Jean-Pierre Darroussin, Molière a l'actriu en paper secundari per a Claire Maurier, Molière al teatre privat, director, autor i decorador.

## Versió en català
Ha estat traduïda al català per Alejandra Herranz i Pau Durà i representada sotal a direcció de Pau Durà al teatre Romea de Barcelona el setembre de 2013 interpretada per Ramon Madaula, Francesc Orella, Cristina Genebat, Àgata Roca, Jacob Torres i Maife Gil.

## Versió en castellà
Fou representada en castellà sota el títol Como en las mejores familias al Teatre Marquina de Madrid el 13 de novembre de 2003 sota la direcció de Manuel Dueso i protagonitzada per Javier Cámara, Blanca Portillo, Julieta Serrano, Gonzalo de Castro, Nathalie Poza i Pau Durà. Javier Cámara fou guardonat amb el Fotogramas de Plata al millor actor de teatre de 2003.